# El Greco en Toledo (film 1951)
El Greco en Toledo è un documentario cortometraggio del 1951 diretto da Leonardo Martín e basato sulla vita del pittore greco El Greco.